# Laurence Harvey
Laurence Harvey, ursprungligen Laruschka Mischa (Zvi Mosheh) Skikne, senare Harry Skikne, född 1 oktober 1928 i Joniškis i Litauen, död 25 november 1973 i London i Storbritannien, var en brittisk skådespelare.

## Biografi
Laurence Harvey föddes i Joniškis i Litauen, med namnet Laruschka Mischa Skikne. Hans hebreiska namn var Zvi Mosheh Skikne. Fem år gammal flyttade han med sina judiska föräldrar till Sydafrika, där han växte upp med namnet Harry Skikne. Han gjorde scendebut 1943 som 15-åring vid Johannesburg Repertory Theatre. Samma år anmälde han sig till armén, där han tjänstgjorde till andra världskrigets slut. 1946 reste han till England, där han började som elev vid Royal Academy of Dramatic Art. 
Laurence Harvey gjorde filmdebut 1948. Han fick också stor framgång på scenen, både i England och i USA, bland annat i titelrollen i skådespelet Henrik V. Harvey blev en internationellt känd stjärna genom sin roll som hänsynslös streber i filmen Plats på toppen (1959). Han spelade mot Elizabeth Taylor i filmen Inte för pengar... (1960).
Laurence Harvey avled den 25 november 1973 i cancer, 45 år gammal. Han var gift tre gånger, först med Margaret Leighton.

## Filmografi (urval)
- 1948 – House of Darkness
- 1950 – Svarta rosen
- 1954 – Romeo och Julia
- 1955 – De fyra fjädrarna
- 1956 – Tre män i en båt
- 1958 – Den tysta fienden
- 1959 – Plats på toppen
- 1960 – Inte för pengar...
- 1961 – Flyende sommar
- 1962 – Den heta vägen
- 1962 – Hjärntvättad

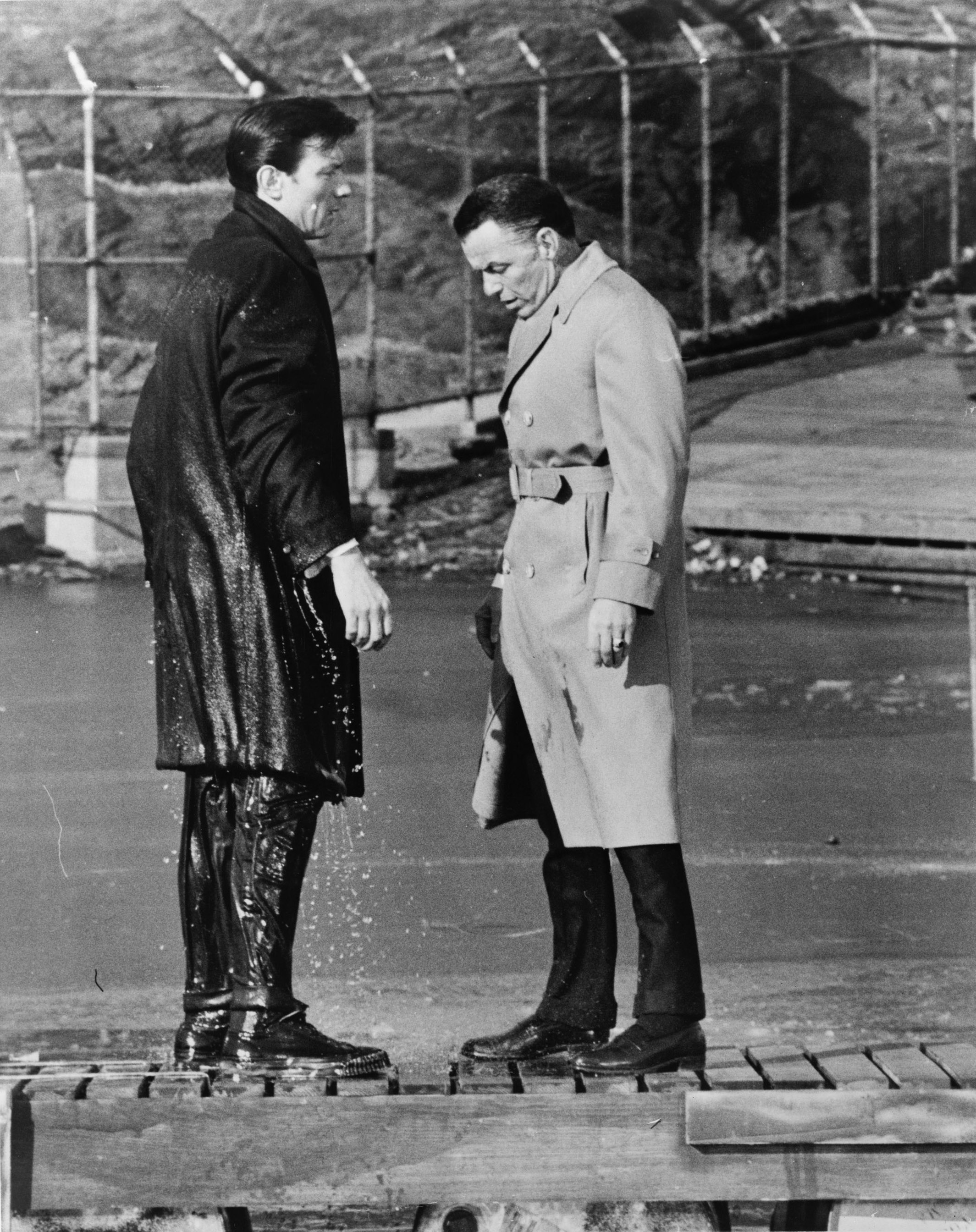
Laurence Harvey (vänster) och Frank Sinatra under inspelningen av filmen Hjärntvättad (1962).

- 1962 – Bröderna Grimms underbara värld
- 1964 – Skändaren
- 1965 – Darling
- 1966 – Spionen med den kalla nosen
- 1968 – De tappra 600 (ej krediterad)
- 1968 – Slutpunkt Berlin
- 1969 – Låt pengarna rulla
- 1970 – WUSA
- 1973 – Nattmaran